# Секс/Життя
«Секс/Життя» (англ. Sex/Life) — американський драматичний телесеріал, створений Стейсі Рукізер для Netflix. Серіал створено за мотивами роману Б.Б.Істона «44 розділи про 4 чоловіків». Прем’єра шоу відбулася 25 червня 2021 року. У вересні 2021 року серіал було продовжено на другий сезон. 7 квітня 2023 року Netflix закрив телесеріал після двох сезонів.

## Сюжет
Серіал розкаже про те, що відбувається, коли «матір двох дітей із приміського міста вирушає в фантастичну подорож доріжкою пам’яті, яка протиставляє її дуже одружене сьогодення та дике минуле».

## Актори та персонажі

### Основний каст
| Актор          | Роль           | Опис |
| -------------- | -------------- | --- |
| Сара Шахі      | Біллі Коннеллі | Колишня кандидатка психології Колумбійського університету, матір двох дітей і домогосподарка в заможній громаді в передмісті Коннектикуту, яка страждає від важкої кризи середнього віку. |
| Майк Вогель    | Купер Коннеллі | Чоловік Біллі, інвестиційний банкір. Він з типажу «гарний хлопець», але занадто хороший, і в кінцевому підсумку стає нудним для головної героїні.                                         |
| Адам Демос     | Бред Саймон    | Багатий колишній хлопець Біллі, знову з'являється в її житті і намагається повернути її, попри шлюб і дітей. Відомий музичний продюсер і генеральний директор лейбла звукозапису.         |
| Маргарет Одетт | Саша Сноу      | Найкраща подруга Біллі, професор психології, живе одна. Вона намагається переконати Біллі, що бути хорошою дружиною — це все, що їй потрібно для щастя.                                   |

### Другорядний каст
| Актор             | Роль      | Опис                                                                         |
| ----------------- | --------- | ---------------------------------------------------------------------------- |
| Джонатан Садовскі | Девон     | Колега і друг Купера. Свінгер.                                               |
| Меган Гефферн     | Керолайн  | Сусідка Біллі.                                                               |
| Ембер Гольдфарб   | Тріна     | Дружина Девона, також свінгерка, незадоволена своїм подружнім життям.        |
| Лі Цзюнь Лі       | Франческа | Бос Купера, має почуття до Купера. Успішна підприємиця, яка знає, чого хоче. |

## Український дубляж
- Анна Дончик — Біллі
- Андрій Мостренко — Купер
- Дмитро Гаврилов — Бред
- Юлія Малахова — Саша
- Ілля Локтіонов — Гадсон
- Наталія Романько-Кисельова — Тріна
- Катерина Буцька — Франческа
- Юрій Ребрик — Девон
- Олена Борозенець — Емілі
- Марина Локтіонова — Керолайн
- Анна Павленко — Бренда
- Катерина Башкіно-Зленко — Джуді
- а також: Михайло Войчук, Роман Молодій, Олена Узлюк, Володимир Терещук, Дмитро Тварковський

Серіал дубльовано студією «Postmodern» на замовлення компанії «Netflix» у 2021 році.
- Режисер дубляжу — Ольга Фокіна
- Перекладач — Надія Сисюк
- Звукооператор — Наталія Литвин
- Спеціаліст зі зведення звуку — Юрій Антонов, Олександр Мостовенко
- Менеджер проєкту — Олена Плугар

## Список серій

### Сезон 1 (2021)
| № | # | Назва                                                              | Режисер            | Сценарист          | Перший ефір у США |
| - | - | ------------------------------------------------------------------ | ------------------ | ------------------ | ----------------- |
| 1 | 1 | «Дружини в Коннектикуті» «The Wives Are in Connecticut»            | Патрісія Розема    | Стейсі Рукейзер    | 25 червня 2021    |
| 2 | 2 | «Опівночі на станції метро» «Down in the Tube Station at Midnight» | Патрісія Розема    | Стейсі Рукейзер    | 25 червня 2021    |
| 3 | 3 | «Бойовий настрій» «Empire State of Mind»                           | Джессіка Борсицьки | Джордан Гоулі      | 25 червня 2021    |
| 4 | 4 | «Новий Нью-Йорк» «New New York»                                    | Джессіка Борсицьки | Джессіка Борсицьки | 25 червня 2021    |
| 5 | 5 | «Звук передмістя» «The Sound of the Suburbs»                       | Саміра Радсі       | Джеймі Денніг      | 25 червня 2021    |
| 6 | 6 | «Місце, про яке знаємо лише ми» «Somewhere Only We Know»           | Саміра Радсі       | Решейда Брейді     | 25 червня 2021    |
| 7 | 7 | «Суботня ніч у маленькому місті» «Small Town Saturday Night»       | Шері Фолксон       | Кімберлі Карп      | 25 червня 2021    |
| 8 | 8 | «Це саме те місце» «This Must Be the Place»                        | Шері Фолксон       | Стейсі Рукейзер    | 25 червня 2021    |

## Виробництво

### Розробка
19 серпня 2019 року стало відомо, що Netflix замовив перший восьмисерійний сезон. Серіал створила Стейсі Рукізер, яка також повинна була стати виконавчим продюсером разом з Джей Майлзом Дейлом.

### Кастинг
30 січня 2020 року оголосили, що Сара Шахі отримала головну роль. 5 березня 2020 року стало відомо, що Майк Вогель, Адам Демос і Маргарет Одетт також отримали головні ролі.

### Зйомки
Основні зйомки серіалу мали розпочатися навесні 2020 року, але були відкладені через пандемію COVID-19. Знімальний процес розпочався 31 серпня 2020 року і завершився 9 грудня 2020 року у місті Місісага, Канада.

## Відгуки
Агрегатор рецензій Rotten Tomatoes повідомляє про рейтинг схвалення 23 % із середнім рейтингом 5,63/10 на основі 22 відгуків критиків. Критичний висновок сайту каже: «Задушивши свої більш провокаційні ідеї бурхливими інтермедіями та мелодраматичним текстом, ця еротична драма занадто одержима сексом, щоб повністю ожити». Metacritic, який використовує середньозважене значення, присвоїв оцінку 46 зі 100 на основі 10 критиків, що вказує на «змішані чи середні відгуки».
27 вересня 2021 року повідомлялося, що перший сезон «Сексу/Життя» подивилися 67 мільйонів сімей за перші чотири тижні з моменту його виходу 25 червня.